# Андрія Микулич
Андрія Микулич (хорв. Andrija Mikulić; нар. 13 травня 1969, Загреб) — хорватський політик, колишній голова міської скупщини Загреба, депутат парламенту (з 2015 р.), голова комітету публічних визнань міської скупщини, член ХДС, за освітою гірничий інженер, кандидат технічних наук.

## Життєпис
Випускник факультету гірництва, геології і нафтопромислової справи Загребського університету. У 1994—1998 рр. був молодшим асистентом на кафедрі охорони довкілля, техніки безпеки та проектування у гірництві факультету гірництва, геології і нафтопромислової справи Загребського університету. 1998 року пройшов атестацію для роботи на керівних посадах у гірничодобувній промисловості. У тому ж році працював спеціалістом з питань охорони довкілля у Міському інституті планування, розвитку міста та охорони довкілля, в загребській мерії. 1999 року пройшов державну атестацію для роботи в державному управлінні.
2006 року був заступником голови Наглядової ради ТзОВ «HŽ Cargo d.o.o.». З 2009 по 2012 рік працював головою комісії з координації та зв'язку між інспекціями, відповідальними за контроль продукції, що поставляється на ринок і/або розміщується на ринку Республіки Хорватії (РХ). З 2010 року до березня 2011 р. очолював Наглядову раду ТзОВ «HŽ Cargo d.o.o.». Також у 2010 році був членом Атестаційної комісії РХ на відповідність певним посадам у гірництві та такої ж комісії в геології, членом комісії з визначення запасів мінеральних сировинних матеріалів РХ, членом експертної комісії РХ з перевірки гірничих проектів експлуатації мінеральної сировини та членом експертної комісії з надання гірничих концесій. У 2011—2012 роках був головою Наглядової ради ТзОВ «HŽ Infrastruktura d.o.o.». Також у 2012 році був завідувачем сектору з питань нагляду за гірничодобувною промисловістю, електроенергетикою та обладнанням під тиском. У 2014—2015 рр. був завідувачем сектору в управлінні з інспекційних справ в економіці.
2013 року став міським депутатом та заступником голови Загребської міської скупщини. 2016 року увійшов до складу Наукової ради з нафти і газу Хорватської академії наук і мистецтв.